# Vincent La Selva
Vincent La Selva (* 17. September 1929 in Cleveland, Ohio; † 9. Oktober 2017 ebenda) war ein US-amerikanischer Dirigent und Musikpädagoge.

## Leben
La Selva begann im Alter von acht Jahren Trompete zu spielen und dirigierte bereits zwölfjährig Studentenensembles. Später studierte er an der Juilliard School of Music Dirigieren bei Jean Paul Morel. Während seiner anschließenden Armeedienstzeit war er Dirigent der Kapelle der First Army  in Fort Jay auf Governor’s Island.
1954 gründete er die Xavier Symphony Society, die in öffentlichen Konzerten im Auditorium der New Yorker  St. Francis Xavier High School kostenlose Aufführungen sinfonischer Werke, später auch Opernaufführungen bot. Seine Produktion von Gian Carlo Menottis The Saint of Bleeker Street beeindruckte den Komponisten derart, dass er La Selva eine Wiederaufführung des Werkes an der New York City Opera ermöglichte. Dort dirigierte La Selva in der Folgezeit u. a. Tosca, Nabucco, Mefistofele, Cavalleria rusticana, Madama Butterfly, La fanciulla del West, La Bohème, Pagliacci und Menottis The Consul.
Er spezialisierte sich auf die italienische Oper und wurde von Kritikern mit Arturo Toscanini verglichen. 1973 gründete er die New York Grand Opera Company, die er von da an leitete. Mit dieser führte er zwischen 1994 und 2001 auf der Sommerbühne des New Yorker Central Park das komplette Opernwerk Giuseppe Verdis auf. Er hatte dabei im Lauf der Jahre 300.000 Zuhörer, und das Unternehmen brachte der Grand Opera einen Eintrag im Guinness Book als erste Operngesellschaft, die sämtliche 28 Opern Verdis aufgeführt hat.
Daneben machte sich Da Silva auch einen Namen als Dirigent sinfonischer Musik. Er leitete namhafte Orchester der USA und Europas und arbeitete mit Musikern wie Leonard Rose, Ruggiero Ricci, Mirella Freni, Licia Albanese, Renata Tebaldi, Zinka Milanov, Rudolf Firkušný, Murray Perahia und Peter Serkin zusammen. Seit 1969 unterrichtete er zudem Dirigieren an der Juilliard School.